# Casa de Bourbon-Busset
A Casa de Bourbon-Busset é um ramo ilegítimo da Casa de Bourbon, sendo assim agnáticos descendentes da Dinastia Capeto. Historicamente eles têm sido considerados como não-dinástica desde decisões proferidas por Luís XI de França.
Possivelmente, no entanto, a família pode ser canonicamente legítima, caso em que é o ramo mais antigo existente da linha masculina dos Capetos e de alto nível para os Bourbons que reinam hoje em Espanha e no Luxemburgo e, no passado, governou a França, Nápoles e Sicília, bem como para a Casa de Bragança, também capetianos por descendência ilegítima.
Seu chefe usa o título Conde de Busset desde o casamento de Pierre de Bourbon, filho de Louis de Bourbon, bispo de Liège , com Marguerite de Tourzel, herdeira do Barão de Busset. Seu filho Philippe casou com Louise Borgia, Duquesa de Valentinois, filha de César Bórgia, Duque de Valentinois.

## Origem
A linha de Bourbon-Busset descende em linha masculina do filho de Louis de Bourbon, Príncipe-bispo de Liège (1438-1482), ele próprio um filho de Carlos I, Duque de Bourbon. Louis, em linha masculina um sexto primo do rei Carlos VII de França, casou sem licença real com Catharine d'Egmond, filha de Arnold, Duque de Gelderland. A partir desta união, três filhos naturais nasceram:
- Pierre de Bourbon (1464-1529)
- Louis de Bourbon (1465-1500)
- Jacques de Bourbon (1466-1537) um padre jesuíta

## Era moderna
Madeleine de Bourbon-Busset (1898-1984), filha de Georges de Bourbon-Busset, Conde de Lignières casou em 1927, com Xavier, Duque de Parma e pretendente carlista ao trono de Espanha. Embora Madeleine tenha trazido como dote o castelo de Lignières, no momento que este casamento não foi aceito como dinástico pelo duque, irmão mais velho de Xavier, obteve o reconhecimento dinástica retroativamente em torno do tempo do trabalho do filho mais velho de Xavier com a filha da rainha Juliana dos Países Baixos em 1964.